# La Jolla, California

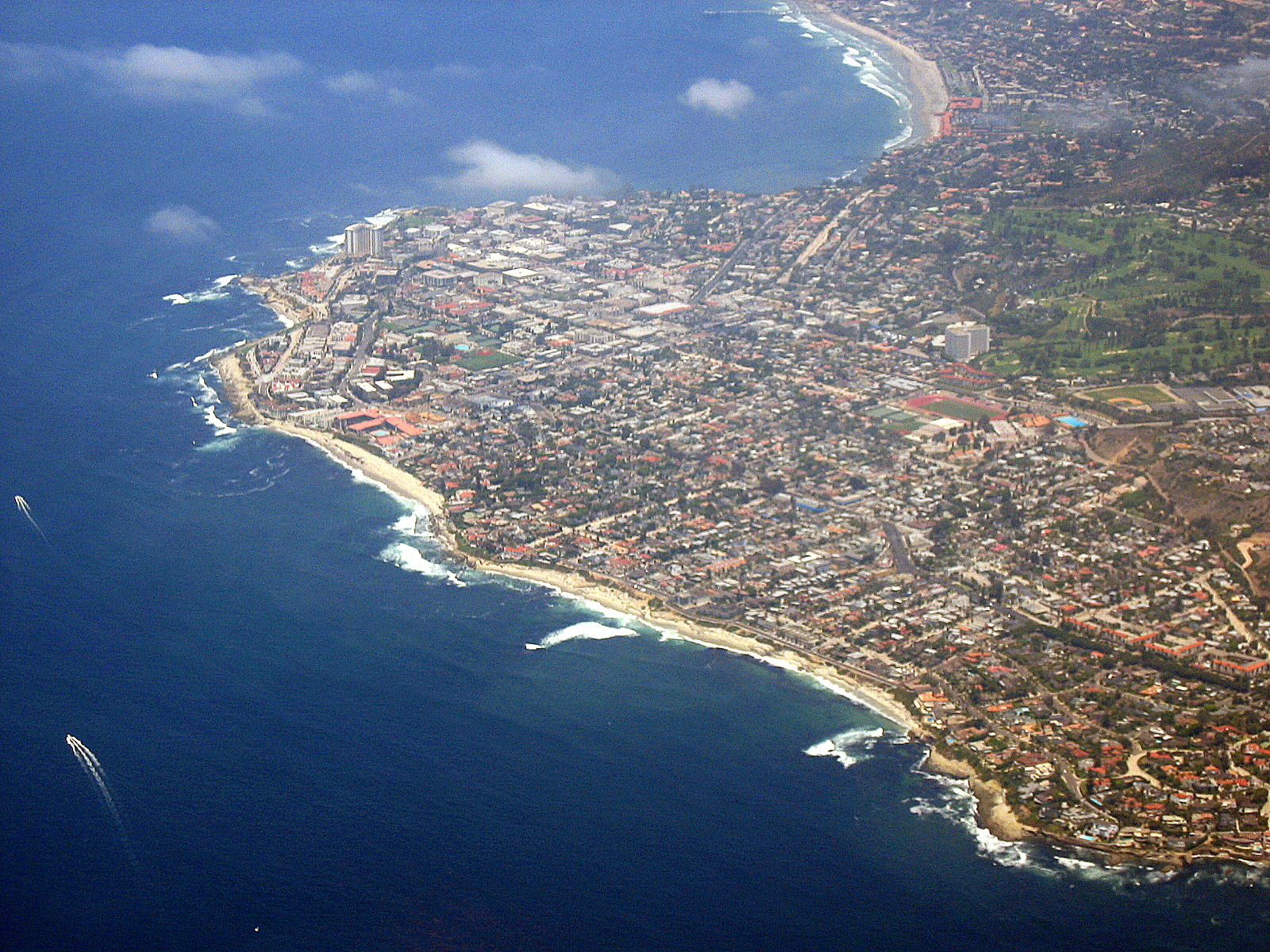
La Jolla, California

La Jolla (în spaniolă înseamnă "Giuvaer") este un  sector în San Diego, situat pe coasta Californiei la Pacific. El se află la 22 km nord de centrul orașului San Diego, La Jolla avea în 2005, 24.440 loc. De La Jolla aparțin cartierele Bird Rock, Wind 'n' Sea, La Jolla Farms și Torrey Pines. Coasta crestată la ocean este presărată cu ștranduri numeroase ca Wind 'n' Sea Beach, La Jolla Cove, La Jolla Beach and Tennis property, La Jolla Shores, Scripps și Black's Beach. Acestea fiind atracția turistică principală a sectorului. Tot în La Jolla se află instituțiile University of California, San Diego Scripps Institution of Oceanography și Salk Institute for Biological Studies ca și acvariul Birch Aquarium.

## Personalități marcante
- Michele Drake, fotomodel
- Michael Franks, muzician
- Audrey McElmury, ciclistă
- Danica McKellar, actriță
- Robby Naish,  multiplă campioană mondială la surf
- Mary Oliver, violinistă
- Gregory Peck, actor
- Autumn Reeser, actriță
- Óscar Gonzáles Gutiérrez Rubio, wrestler
- John Williams, actor

### Personalități născute aici
- Cliff Robertson (1923 - 2011), actor;
- Steven Culp (n. 1955), actor;
- Marcia Gay Harden (n. 1959), actriță;